# Nancy Dunkle
Nancy Lynn Dunkle (Bainbridge, 10 gennaio 1955) è un'ex cestista statunitense.

## Carriera
Con gli Stati Uniti ha disputato i Campionati mondiali del 1975 e i Giochi olimpici di Montréal 1976.